# Vérila

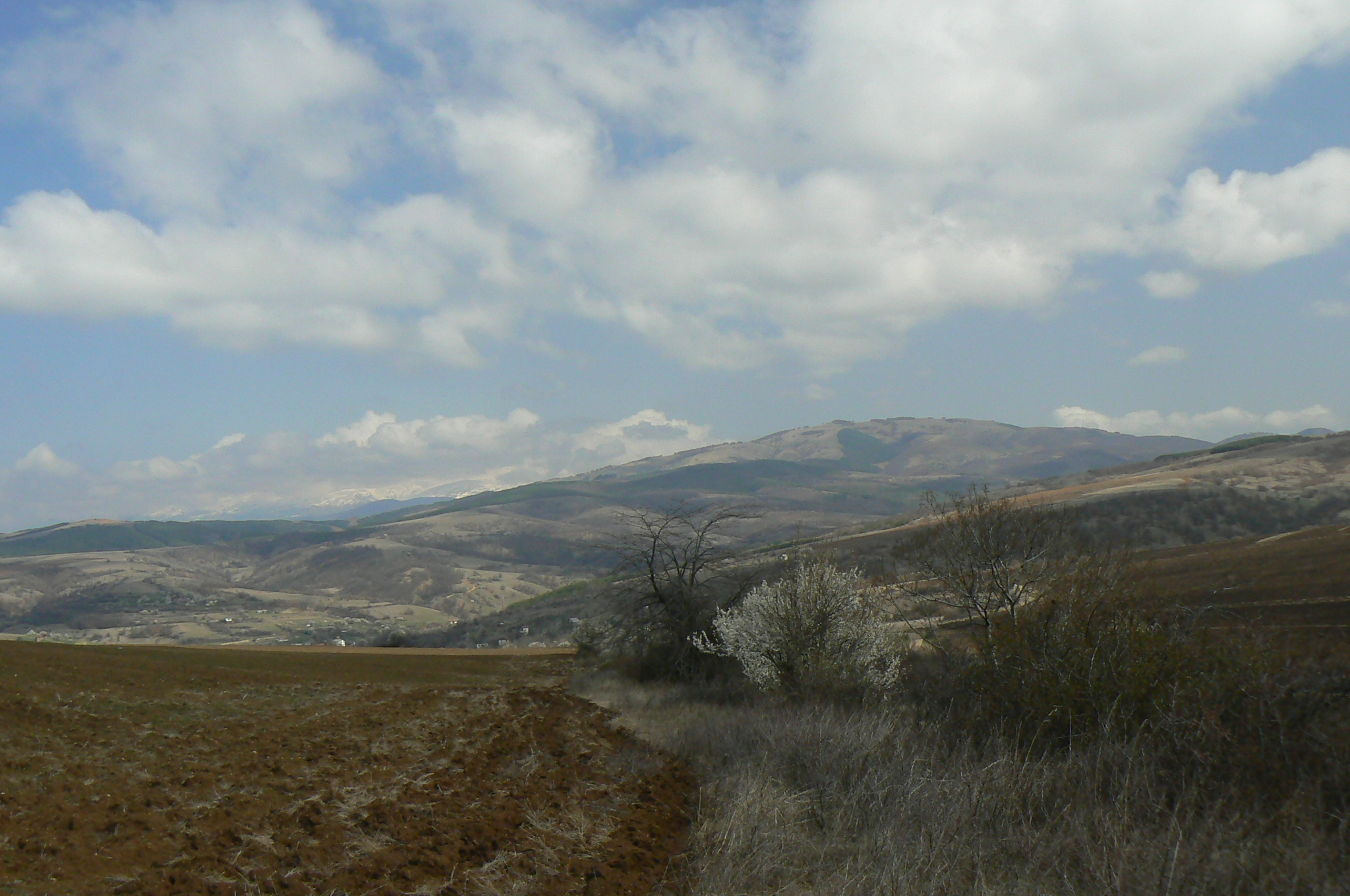
La Vérila vue du sud avec, en arrière-plan, le Vitocha.

La Vérila (bulgare : Верила) est un massif de montagnes située dans l'Ouest de la Bulgarie, à 50 km au sud de la capitale Sofia.

## Géographie

### Topographie
La Vérila s'étire selon un axe nord-ouest - sud-est sur environ 20 km ; elle mesure environ 12 km de large. Elle constitue un lien orographique entre le Vitocha au nord et le massif du Rila au sud. Elle sépare, d'une part, les bassins de Radomir et Doupnitsa situés à l'ouest et, d'autre part, la partie nord-ouest du bassin de Samokov à l'est.
La crête principale du massif est plate et ses pentes sont courtes mais profondément encaissées.
La Vérila est constituée de roches cristallines : gneiss et ardoises.

### Principaux sommets
Le point culminant de la Vérila est le mont Golyam Débélèts à 1 414 m d'altitude.

### Hydrographie
La Vérila constitue une ligne de séparation des eaux : à l'est les cours d'eau rejoignent l'Iskar qui coule vers le nord pour rejoindre le Danube ; à l'ouest la Strouma qui coule au sud pour se jeter dans la mer Égée.

### Géologie

#### Sols
Les sols forestiers de couleur cannelle et brun clair prédominent. Après avoir été fortement déboisée, la Vérila s'est progressivement couverte de forêts de feuillus grâce à l'exode rural et à la disparition de tout habitat occupé dans la montagne.

### Climat
Le climat est de type montagnard avec des hivers froids et des étés relativement frais. 

### Flore
La Vérila est couverte de forêts de feuillus : hêtres, chênes, charmes, etc.

## Activités

### Activité touristique et récréative
La Vérila est peu connue des touristes, notamment du fait de l'absence de villages habités, de routes traversantes et d'infrastructures. Le long de sa crête passe la route touristique E4, qui relie le Vitocha, la Vérila, le Rila, le Pirin et la Slavjanka.

### Protection environnementale
La Vérila fait partie du système d'espaces protégés Natura 2000.

### Articles externes
- (bg) Carte topographique